# 絞殺魔
『絞殺魔』（こうさつま、The Boston Strangler）は、1968年のアメリカ映画。
1960年代に実際に起こったボストン絞殺魔事件を映画化した作品であり、画面を分割して複数の出来事を同時に見せるマルチ画面など、実験表現が試みられている。

## ストーリー
1960年代のボストンで、一人暮らしをする高齢の女性ばかりを狙った連続殺人が発生した。押し入った形跡がなく、被害者の女性たちが何故か犯人を自分の意思で自室に招き入れていること。ロープを外科結びと呼ばれる独特の結び方で被害者の首に巻き付けていること。そして猟奇的な陵辱。そういった特殊な要素からたちまち話題となり、人々に「ボストン絞殺魔」と呼ばれるこの事件の捜査は難航する。警察は手当たり次第に不審人物を捕らえるが、いずれも事件とは無関係な人物ばかりであった。ようやく辿り着いた容疑者はアルバート・デサルヴォという青年だったが、彼はまったく身に覚えがないと潔白を主張し、精神科の医師は二重人格の可能性を示唆する。物証ゼロの難事件を解決に導くのは、もはや犯人の自供のみであり、この役目を引き受けたのはボトムリーという検事であった。ボトムリーはデサルヴォを取り調べ、巧みに供述を引き出してゆく。

## キャスト
| 役名                     | 俳優                           | 日本語吹替                                                                |
| 役名                     | 俳優                           | NET版                                                                     |
| ------------------------ | ------------------------------ | ------------------------------------------------------------------------- |
| アルバート・デサルヴォ   | トニー・カーティス             | 広川太一郎                                                                |
| ジョン・S・ボトムリー    | ヘンリー・フォンダ             | 小山田宗徳                                                                |
| フィル・ディナターレ     | ジョージ・ケネディ             | 島宇志夫                                                                  |
| ジュリアン・ソシュニック | マイク・ケリン                 | 北山年夫                                                                  |
| テレンス・ハントレイ     | ハード・ハットフィールド       | 家弓家正                                                                  |
| フランク・マッカーフィ   | マーレイ・ハミルトン           | 細井重之                                                                  |
| シュローダー判事         | デビッド・ルイス               | 塩見竜介                                                                  |
| ダイアン・クラニー       | サリー・ケラーマン             | 翠準子                                                                    |
| デビッド・パーカー       | シェリー・バートン             | 青野武                                                                    |
| ライオネル・ブラムリー   | ジョージ・ファース             | 加茂喜久                                                                  |
| 署長                     | ウォルター・クラバン           | 梶哲也                                                                    |
| ニュースリポーター       | ジャック・ハインズ             | 北村弘一                                                                  |
| エド・ウィリス           | リチャード・X・スラトリー      | 大宮悌二                                                                  |
| アーニー・カール         | ウィリアム・トレイラー         | 原田一夫                                                                  |
| テレビナレーション       | ジョン・キャメロン・スウェイズ | 村越伊知郎                                                                |
| メアリー・ボトムリー     | レオラ・ダナ                   | 稲葉まつ子                                                                |
| アリス                   | グワイヤ・ドンハウ             | 金子亜矢子                                                                |
| エレン                   | イブ・コリアー                 | 川路夏子                                                                  |
| ダナ・バンクス           | キャロル・シェリー             | 沢田敏子                                                                  |
| ネイギー                 | オースティン・ウィリス         | 村松康雄                                                                  |
| デサルボ夫人             | キャロリン・コンウェル         | 花形恵子                                                                  |
| ジョン・アスガーソン     | ジェフ・コーリー               | 徳丸完                                                                    |
| ルイス・シュバート弁護士 | ダナ・エルカー                 | 緑川稔                                                                    |
| メイ                     | ペニー・ウィリアムス           | 浅井淑子                                                                  |
| グレース                 | パメラ・マクマイラー           | 北見順子                                                                  |
| 刑事                     | アレックス・ロッコ             | 千田光男                                                                  |
| 不明 その他              | N/A                            | 渡辺典子 筈見純 水島晋 加藤正之 井上弦太郎 吉田理保子 秋元千賀子 石川姫子 |
| 日本語版スタッフ         |                                |                                                                           |
| 演出                     | 演出                           | 山田悦司                                                                  |
| 翻訳                     | 翻訳                           | 鈴木導                                                                    |
| 効果                     |                                |                                                                           |
| 調整                     | 調整                           | 栗林秀年                                                                  |
| 制作                     | 制作                           | グロービジョン                                                            |
| 解説                     | 解説                           | 淀川長治                                                                  |
| 初回放送                 | 初回放送                       | 1973年3月25日 『日曜洋画劇場』                                            |

- 日本語吹替はDVDに収録

## その他
- 劇中に登場する「デサルヴォ」「ボトムリー」「ディナターレ」「ソシュニック」などは、共に仮名ではなく実際の人物名である。
- 一方、映画の内容は架空の推論に基づいており、現在デサルヴォ犯人説は疑問視する意見が多い。
- 実在のデサルヴォは映画公開の数年後、刑務所内で何者かによって殺害されている。

## 関連作品
- ボストン・キラー 消えた絞殺魔 - 同じボストン絞殺魔事件を描いた2023年の映画。